# Linha ferroviária do Hejaz
A linha ferroviária do Hejaz ou linha do Hedjaz (em turco: Hicaz Demiryolu) foi uma linha de caminho de ferro que ligava Damasco a Medina, na região do Hejaz, atualmente parte da Arábia Saudita. Um dos seus ramais, a   linha do vale de Jizreel, ligava a linha principal a Haifa, na costa do Mediterrâneo. Fazia parte da rede ferroviária otomana e estava planeada para ligar a Estação de Haydarpaşa, em Istambul, a Meca, mas a construção foi interrompida devido à Primeira Guerra Mundial. A parte que ficou completa tem 1 300 km, indo só até Medina, que dista cerca de 400 km de Meca.
O objetivo principal era ligar Istambul, a capital do Império Otomano e sede do califado, aos locais mais sagrados do islão e destino da peregrinação anual do Haje. Outro razão importante era o desenvolvimento económico, a integração política das longínquas províncias árabes no estado otomano e o transporte rápido de forças militares.

## Construção
A linha foi sugerida em 1864, para aliviar os peregrinos do Haje na sua viagem de 40 dias através das regiões inóspitas de Madiã, Deserto de Nefude e das montanhas do Hejaz. Era comum que 20% dos peregrinos morressem durante a viagem, de fome, sede e de doenças. Basicamente, a linha do Hejaz era um subprojeto da linha Berlim-Bagdade e a sua construção foi iniciada em 1900 por ordem do sultão Abdulamide II, com as obras dirigidas pelo engenheiro civil alemão Heinrich August Meissner, financiadas pelo Deutsche Bank e fortemente apoiadas pelo Império Alemão. Foi aberta uma subscrição pública por todo o mundo islâmicos para o financiamento da construção, mas em 1912 o Império Otomano devia 29 milhões de libras turcas ao Deutsche Bank. A linha deveria ser uma waqf, ou seja, uma doação inalienável de cariz religioso.
Antes da construção, o conselheiro militar alemão Auler Paxá estimou que o tempo de transporte de soldados entre Istambul e Meca seria reduzido para 120 horas. A linha de Bagdade foi construída ao mesmo tempo. Devido ao financiamento depender de doações e à pressão crescente do Reino Unido e França, a construção avançou muito lentamente e demorou bastante mais do que o previsto.
A linha chegou a Medina sob a supervisão do engenheiro chefe Mouktar Bei no dia 1 de setembro de 1908, dia do aniversário da subida ao trono do sultão. No entanto, para que a inauguração pudesse ocorrer nesse dia recorreu-se a vários artifícios, como alguns trechos da linhas serem colocados sobre aterros provisórios em uádis. Em 1913 foi aberta a Estação do Hejaz no centro de Damasco, o terminal da linha.

## História

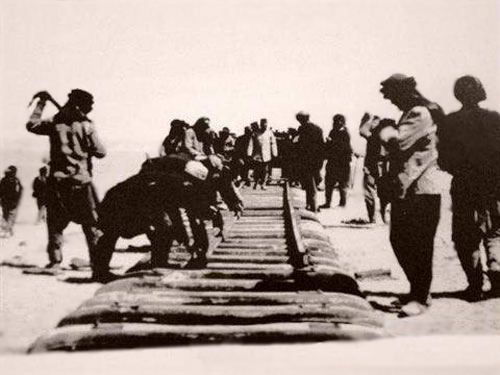
Fotografia de 1905 da construção da linha

O emir Huceine ibne Ali, xarife de Meca via a linha como uma ameaça à suserania árabe, pois facilitava aos otomanos o acesso às suas guarnições militares no Hejaz, Assir e Iémen. A linha foi alvo de ataques de tribos árabes locais, os quais nunca tiveram muito sucesso, mas os otomanos também nunca lograram controlar áreas com mais de um ou dois quilómetros para cada um dos lados da linha. Devido ao hábito local de arrancar as travessas de madeira da linha para usarem em fogueiras, em alguns trechos foram usadas travessas de ferro.
Durante a Primeira Guerra Mundial, o Exército Alemão produziu petróleo de xisto dos depósitos de xisto betuminoso de Jarmuque para usar como combustível em locomotivas usadas na linha. A linha foi várias vezes danificada durante a guerra, particularmente pelos guerrilheiros comandados por T. E. Lawrence durante a Revolta Árabe, que faziam emboscadas aos comboios. Os otomanos construíram uma linha férrea militar que ligou a linha do Hejaz a Bersebá, que foi aberta em 30 de outubro de 1915.
Durante a Segunda Guerra Mundial, a linha de Samakh, entre Haifa e Dara, na fronteira síria, e para Damasco, foi administrada para as forças aliadas pelo Grupo Ferroviário 17th ROC da Nova Zelândia a partir de Afula, com oficinas em Dara e Haifa. As locomotivas eram italianas (da Breda) e alemães (da Borsig de 1914 e da Hauptman de 1917). A linha, que tinha sido operada pela França de Vichy, estava em muito mau estado. Os comboios que percorriam o trecho íngreme entre Samakh e Derea não podiam ter mais de 230 toneladas, o que limitava o capacidade de movimentação a mil toneladas por dia. O grupo neozelandês também administrou o ramal de 95 km que passava por Afula e Tulcarém.

## Década de 1960 e estado atual

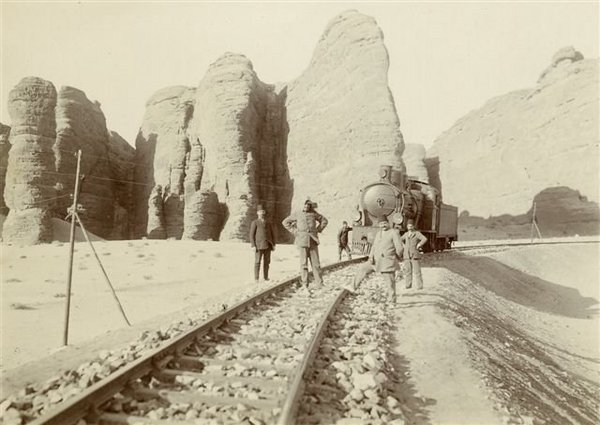
Uma locomotiva no deserto de Hejaz

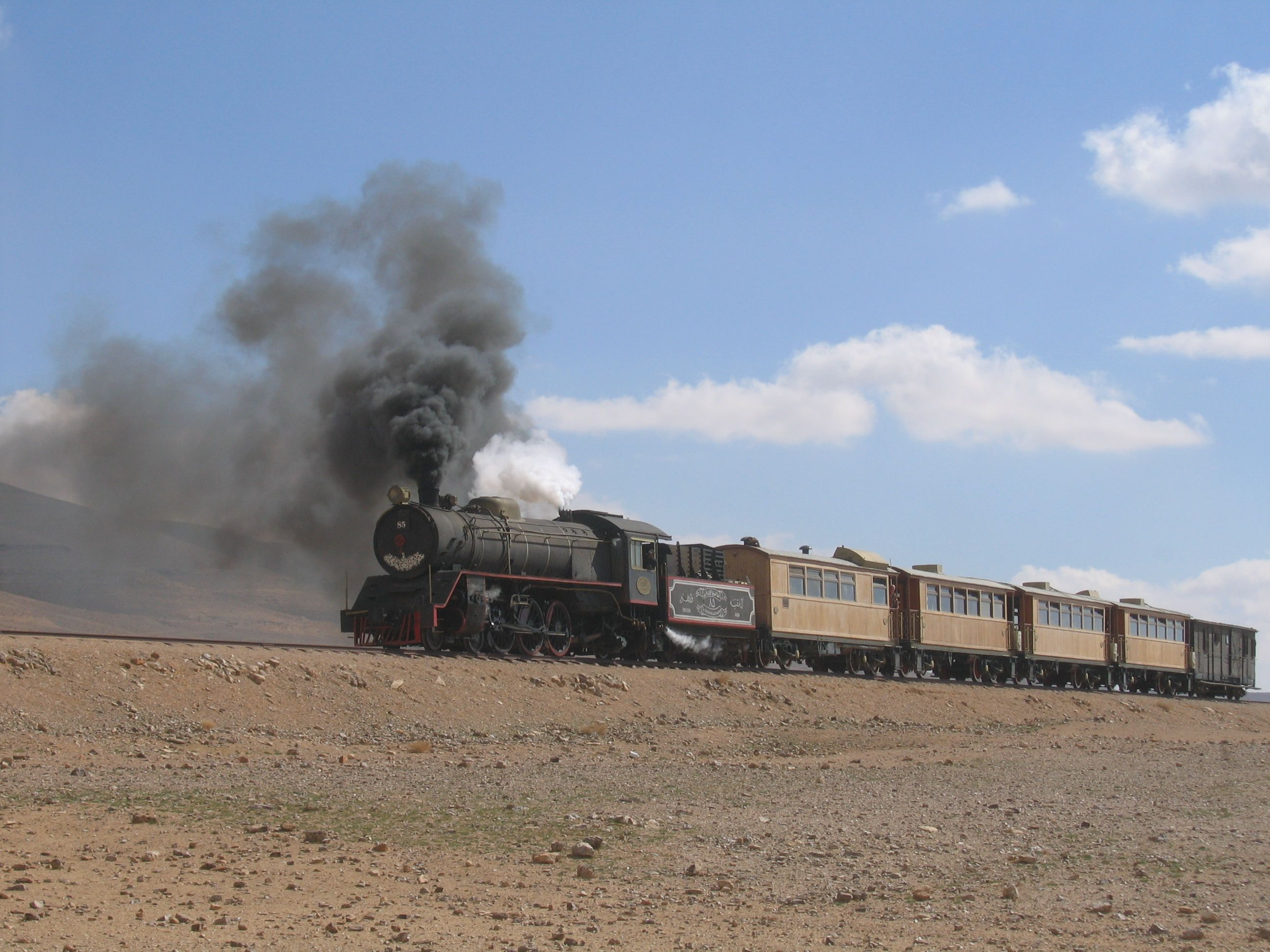
Comboio turístico a sul de Amã em 2007

Após a queda do Império Otomano depois da Primeira Guerra Mundial, a linha não voltou a abrir a sul do que é hoje a fronteira entre a Jordânia e a Arábia Saudita. Em meados da década de 1960 foi feita uma tentativa de reabertura, a qual foi abandonada devido à Guerra dos Seis Dias em 1967.
Em 2018 só dois trechos da linha original estavam completamente funcionais. Um desses trechos Amã a Damasco e é operada pela Jordan Hejaz Railway na Jordânia e pela Chemin de Fer de Hedjaz Syrie na Síria. Outro trecho liga as minas de fosfato perto Ma'an ao golfo de Aqaba e é operada pela Aqaba Railway Corporation.
Desde a subida ao trono do rei Abdullah II da Jordânia que as relações entre este país e a Síria melhoraram, o que reavivou o interesse na linha férrea. Atualmente os comboios partem da estação de Qadam, nos arredores de Damasco, e não da Estação de Hejaz, que encerrou em 2004. Muitas das locomotivas originais foram restauradas; na Síria há nove locomotivas a vapor funcionais e na Jordânia há sete. Em 2008 foi inaugurado o Museu do Material Rolante da Linha Ferroviária do Al-Hejaz na Estação Khadam de Damasco, onde estão expostas várias locomotivas. Antes da Guerra Civil Síria, eram organizados passeios turísticos em comboios que partiam da Estação Khadam, frequentados sobretudo por grupos de turistas alemães, britânicos e suíços.
Os Caminhos de Ferro de Israel reconstruíram parcialmente o ramal de Haifa há muito abandonado, a   linha do vale de Jizreel, usando bitola padrão, que no futuro pode ser estendida até Irbid, na Jordânia. A linha reconstruída abriu em outubro de 2016 entre Haifa e Bete-Seã.
Na Arábia Saudita há pequenos trechos da carris, edifícios e material rolante que são preservados como atrações turísticas, nomeadamente a estação terminal de Medina, cujo restauro em 2005 envolveu carris e o galpão de locomotivas. A antiga ponte ferroviária sobre o vale de Aqiq foi demolida em nesse mesmo ano devido aos estragos que sofreu devido a fortes chuvadas no ano anterior. Os comboios destruídos durante a Revolta Árabe de 1916–1918 ainda podem ser vistos nos locais onde foram atacados. A estação de Madain Saleh foi restaurada e transformada num museu.
Em 4 de fevereiro de 2009, o ministro dos transportes da Turquia disse em Riade que havia planos para reconstruir a linha. O plano passava pelo restauro e modernização da linha na Turquia, Síria, Jordânia e Arábia Saudita. No mesmo ano, o ministro dos transportes da Jordânia anunciou um plano de construção duma rede ferroviária com 1 590 km, no valor de 5 000 milhões de dólares, cujas obras deveriam ser iniciadas no início de 2012. O projeto prevê ligações ferroviárias entre a Jordânia, Síria, Arábia Saudita e Iraque, que poderiam incluir serviços de passageiros até ao Líbano, Turquia e outros países.